# Michael Tredgett
Michael Tredgett (conocido como Mike Tredgett; 5 de abril de 1949) es un deportista británico que compitió en bádminton para Inglaterra en las modalidades de dobles y dobles mixto.
Ganó cinco medallas en el Campeonato Mundial de Bádminton entre los años 1977 y 1983, y doce medallas en el Campeonato Europeo de Bádminton entre los años 1974 y 1984. Además, consiguió una medalla de plata en los Juegos Mundiales de 1981.

## Palmarés internacional
| Representando a Inglaterra |                         |                   |              |
| Campeonato Mundial         |                         |                   |              |
| Año                        | Lugar                   | Medalla           | Prueba       |
| 1977                       | Malmö (Suecia)          | Medalla de bronce | Dobles       |
| 1977                       | Malmö (Suecia)          | Medalla de bronce | Dobles mixto |
| 1980                       | Yakarta (Indonesia)     | Medalla de plata  | Dobles mixto |
| 1983                       | Copenhague (Dinamarca)  | Medalla de plata  | Dobles       |
| 1983                       | Copenhague (Dinamarca)  | Medalla de bronce | Dobles mixto |
| Campeonato Europeo         |                         |                   |              |
| Año                        | Lugar                   | Medalla           | Prueba       |
| 1974                       | Viena (Austria)         | Medalla de bronce | Dobles       |
| 1974                       | Viena (Austria)         | Medalla de bronce | Dobles mixto |
| 1976                       | Dublín (Irlanda)        | Medalla de oro    | Dobles       |
| 1976                       | Dublín (Irlanda)        | Medalla de bronce | Dobles mixto |
| 1978                       | Preston (Reino Unido)   | Medalla de oro    | Dobles       |
| 1978                       | Preston (Reino Unido)   | Medalla de oro    | Dobles mixto |
| 1980                       | Groninga (Países Bajos) | Medalla de oro    | Dobles mixto |
| 1980                       | Groninga (Países Bajos) | Medalla de bronce | Dobles       |
| 1982                       | Böblingen (RFA)         | Medalla de plata  | Dobles       |
| 1982                       | Böblingen (RFA)         | Medalla de plata  | Dobles mixto |
| 1984                       | Preston (Reino Unido)   | Medalla de oro    | Dobles       |
| 1984                       | Preston (Reino Unido)   | Medalla de bronce | Dobles mixto |